# IC 3633
IC 3633 је елиптична галаксија у сазвјежђу Дјевица која се налази на листи објеката дубоког неба у Индекс каталогу.
Деклинација објекта је + 9° 53' 48" а ректасцензија 12h 40m 11,2s. Привидна величина (магнитуда) објекта IC 3633 износи 14,4 а фотографска магнитуда 15,4. IC 3633 је још познат и под ознакама CGCG 70-208, VCC 1826, NPM1G +10.0311, PGC 42426.